# Индия на летних Олимпийских играх 1932
Индия принимала участие в Летних Олимпийских играх 1932 года в Лос-Анджелесе (США) в пятый раз за свою историю, и завоевала одну золотую медаль в хоккее на траве.

## Золото
- Хоккей на траве, мужчины.